# 长毛唇柱苣苔
长毛唇柱苣苔（学名：Chirita villosissima），为苦苣苔科唇柱苣苔属下的一个植物种。